# NGC 5395
NGC 5395 (другие обозначения — UGC 8900, KCPG 404B, MCG 6-31-34, 1ZW 77, ZWG 191.26, VV 48, KUG 1356+376B, Arp 84, PGC 49747) — спиральная галактика (Sb) в созвездии Гончие Псы.
Этот объект входит в число перечисленных в оригинальной редакции «Нового общего каталога», а также включён в атлас пекулярных галактик.
NGC 5395 образует взаимодействующую пару с галактикой NGC 5394. Эта пара из-за своей формы получила название «Цапля». «Тело» и «крылья» цапли образует сплющенное гало NGC 5395, имеющее угловые размеры 2,5'×1,0' и окружающее яркое ядро диаметром 30". Самой заметной особенностью галактики является хорошо выраженный спиральный рукав, формирующий почти замкнутое кольцо вокруг галактики. Он отделён от яркой центральной области тёмной поглощающей свет областью. Нерегулярное ответвление на северной стороне включает яркую область. По мнению авторов исследования 2005 года, наблюдавших галактику в инфракрасных лучах, такая структура свидетельствует о значимом взаимодействии, вероятно, столкновении с NGC 5394, прошедшей сквозь диск NGC 5395.
Спектроскопическое исследование 2015 года, опубликованное в Monthly Notices of the Royal Astronomical Society, обнаружило наличие веских свидетельств имевшего место в прошлом столкновения, вызвавшего всплеск звездообразования несколько сотен миллионов лет назад.
В галактике вспыхнула сверхновая SN 2000cr типа Iс. Её пиковая видимая звёздная величина составила 17.